# Hiiumaa

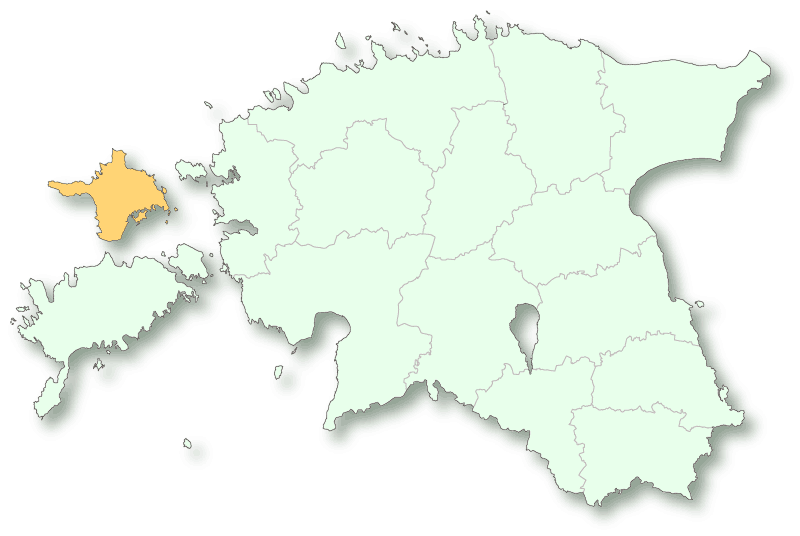
Hiiumaa

Hiiumaa (în germană și suedeză Dagö, în finlandeză, Hiidenmaa, în daneză Dagø) este a doua insulă ca mărime (989 km²) din Estonia. Este situatǎ în Marea Baltică, la nord de insula Saaremaa, parte a Arhipelagului Estonian. Cea mai mare localitate este orașul Kärdla (3,634 loc.). Populația întregii insule este de 11.100 locuitori. Din punct de vedere administrativ Hiiumaa face parte din comitatul Hiiu.

## Etimologie
Hiiumaa este principala insulă a comitatului Hiiu, fiind cunoscută și sub denumirea de Hiiu makond în estonă. În suedeză și germană insula are numele de Dagö, iar în daneză - Dagø (trad: ”Insula Zilei”). Acestea sunt calchieri ale cuvântului Päivänsalo, denumirea veche a insulei în finlandeză, tradusă ca ”Insula Zilei”; Saaremaa pe de altă parte poartă numele de Ösel în suedeză/germană și Yösalo în vechea finlandeză, sau ”Insula Nopții”. În limba finlandeză contemporană este cunoscută ca Hiidenmaa, sau ”Pământul lui Hiisi” (un personaj din folclorul fino-baltic). În limba veche de pe Gotland (gutniska) numele insulei este Dagaiþ (trad: ”Istmul Zilei”).

## Istorie
Cercetările arheologice de pe Hiiumaa au scos la iveală o așezare umană din sec. IV a.Chr. Prima atestare documentară a insulei datează din 1228, când cronicarii de atunci au descris-o ca pe o insulă pustie cu numele de Dageida. În acea perioadă teritoriul actual al Estoniei fusese cucerit treptat de germani în cadrul Cruciadei Livoniene. În 1254 Hiiumaa a fost împărțită politic între Episcopia de Ösel-Wiek și ramura livoniană a Ordinului Cavalerilor Teutoni, ultima reprezentând parțial interesele Ligii Hanseatice.
Insula a făcut parte din Ducatul Estoniei, o provincie a Imperiului Suedez, între 1563 și 1721, după care a fost anexată de Imperiul Rus, fiind inclusă în nou-creata gubernie a Estoniei. Populația suedeză de pe Hiiumaa a reușit, însă, să-și păstreze multe din privilegiile sale până la mijlocul sec. XVIII. În perioada țaristă majoritatea acesteia, destul de numeroasă, fie a emigrat, fie a fost estonizată, fie a fost deportată, dar o minoritate a supraviețuit până în prezent. La sfârșitul sec. XVIII numărul acestora se ridica la circa 2.000 de locuitori, stabiliți în mai multe localități precum Malmas, Röicks, Buskby, Mutas și Hohenholm. În 1781 Ecaterina a II-a a deportat aproximativ jumătate din ei în Ucraina și acolo aceștia au fondat satul Gammalsvenskby.
Majoritatea locuitorilor satului Gammalsvenskby au fost evacuați pe insula Gotland în 1929, dar o parte au ales să rămână acolo. Între timp, suedezii care au rămas pe Hiiumaa s-au concentrat în localitatea Kärdla și împrejurimile ei, unde există până în prezent oameni care se declară suedezi.

### Primul Război Mondial
Pe parcursul Primului Război Mondial Hiiumaa a fost ocupată de armata imperială germană în urma Operațiunii Albion. După război aceasta a devenit parte a Estoniei independente.

### Al Doilea Război Mondial
Apele din jurul insulei au fost destul de active în Al Doilea Război Mondial:
- 23 iunie 1941 - un distrugător sovietic de tip ”Gnevnîi” a fost scufundat de o mină navală germană
- 25 iunie 1941 - dragorul sovietic T-208 a fost distrus de o mină navală germană
- 27 iunie 1941 - torpiloarele germane cu motor S43 și S106 au fost scufundate de mine navale sovietice
- 1 iulie 1941 - submarinul sovietic M-81 a fost distrus de o mină navală germană la nord de Hiiumaa
- 7 iulie 1941 - dragorul sovietic T-216 a fost scufundat
- 30 iulie 1941 - dragorul sovietic T-201 a fost scufundat
- 10 august 1941 - submarinul german U-144 a fost scufundat de o torpilă a submarinului sovietic SC-307

Uniunea Sovietică a anexat insula Hiiumaa în 1940, iar din 1941 aceasta a trecut sub ocupație germană până în 1944, atunci când a fost cucerită din nou de sovietici. Insula a făcut parte din Republica Sovietică Socialistă Estonă până în 1991, anul destrămării URSS. Pe parcursul acestei perioade Hiiumaa a fost declarată zonă cu acces limitat, în care străinii nu aveau dreptul să intre, iar cetățenii sovietici erau obligați să posede permise speciale de intrare. Din 1991 până în prezent insula a rămas în componența Estoniei independente.

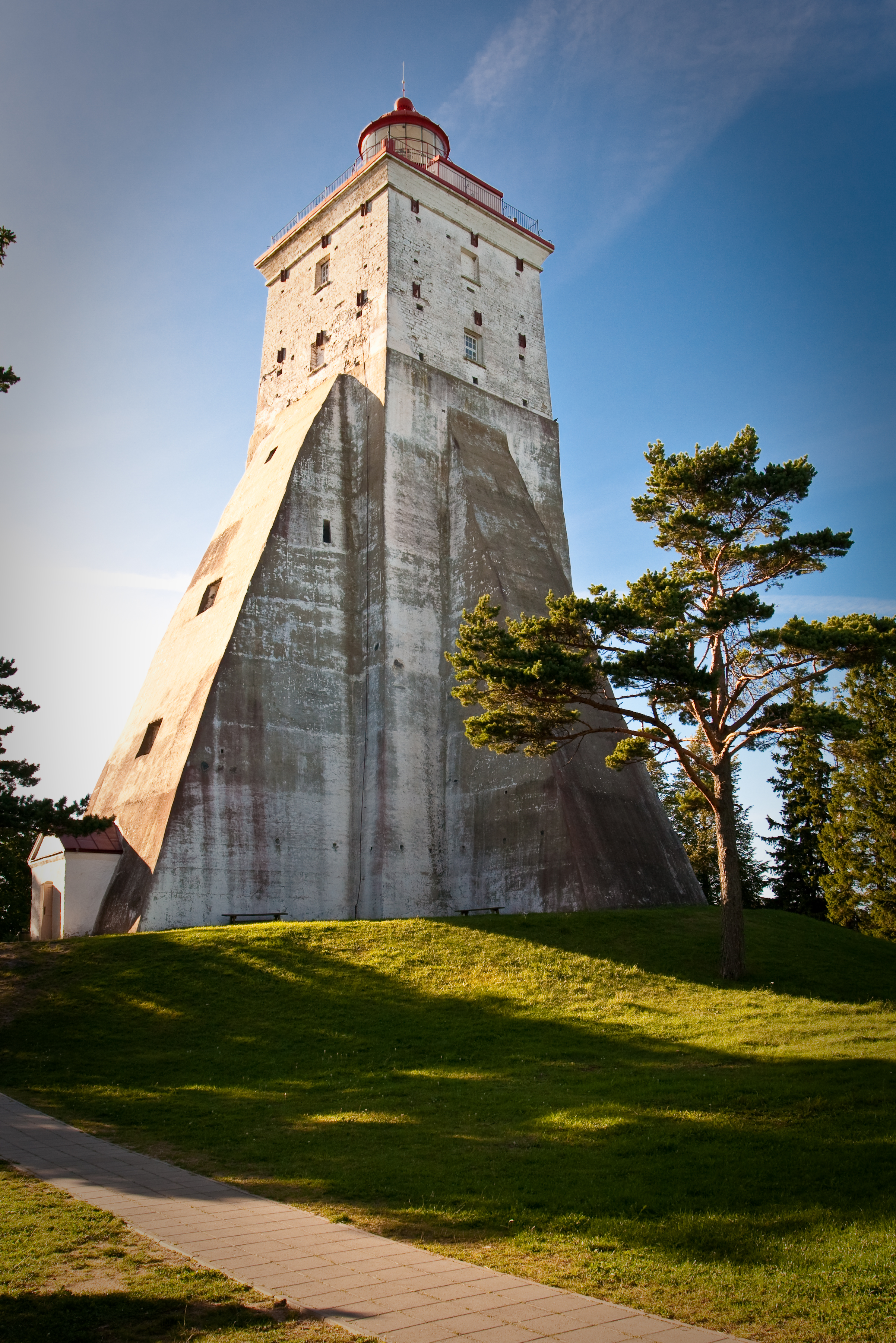
Farul Kõpu, una dintre cele mai renumite atracții turistice de pe Hiiumaa.

## Geografie
Hiiumaa este o insulă din Estonia amplasată în Marea Baltică, la nord de Saaremaa. Este cea mai nordică insulă din arhipelagul Muhu, care mai include insulele Saaremaa și Muhu. Strâmtoarea Soela o separă de Saaremaa, iar strâmtoarea Muhu - de continent.

## Transport
Rețeaua continentală de drumuri este conectată cu insula prin intermediul unui transfer de 90 de minute cu feribotul de la Rohuküla la Heltermaa, un sat situat la 25 km distanță de Kärdla (principalul oraș al insulei). În dependență de sezon și zi sunt organizate de la 6 la 11 curse/zi cu feribotul. În weekendurile de vară locurile pe feribot destinate automobilelor se rezervă din timp. De obicei circulă două autobuze pe zi între Tallinn și Kärdla. În timpul iernii insula poate fi accesată prin intermediul unui pod natural de gheață de 26,5 km lungime (cel mai lung din Europa) peste Marea Baltică.
Pe insulă funcționează Aeroportul Kärdla, care are curse regulate spre Tallinn. De asemenea în orașul Kärdla mai pot fi închiriate și biciclete.

## Climă
| Date climatice pentru Hiiumaa (Ristna, în partea vestică a insulei) | Date climatice pentru Hiiumaa (Ristna, în partea vestică a insulei) | Date climatice pentru Hiiumaa (Ristna, în partea vestică a insulei) | Date climatice pentru Hiiumaa (Ristna, în partea vestică a insulei) | Date climatice pentru Hiiumaa (Ristna, în partea vestică a insulei) | Date climatice pentru Hiiumaa (Ristna, în partea vestică a insulei) | Date climatice pentru Hiiumaa (Ristna, în partea vestică a insulei) | Date climatice pentru Hiiumaa (Ristna, în partea vestică a insulei) | Date climatice pentru Hiiumaa (Ristna, în partea vestică a insulei) | Date climatice pentru Hiiumaa (Ristna, în partea vestică a insulei) | Date climatice pentru Hiiumaa (Ristna, în partea vestică a insulei) | Date climatice pentru Hiiumaa (Ristna, în partea vestică a insulei) | Date climatice pentru Hiiumaa (Ristna, în partea vestică a insulei) | Date climatice pentru Hiiumaa (Ristna, în partea vestică a insulei) |
| Luna                                                                | Ian                                                                 | Feb                                                                 | Mar                                                                 | Apr                                                                 | Mai                                                                 | Iun                                                                 | Iul                                                                 | Aug                                                                 | Sep                                                                 | Oct                                                                 | Nov                                                                 | Dec                                                                 | Anual                                                               |
| ------------------------------------------------------------------- | ------------------------------------------------------------------- | ------------------------------------------------------------------- | ------------------------------------------------------------------- | ------------------------------------------------------------------- | ------------------------------------------------------------------- | ------------------------------------------------------------------- | ------------------------------------------------------------------- | ------------------------------------------------------------------- | ------------------------------------------------------------------- | ------------------------------------------------------------------- | ------------------------------------------------------------------- | ------------------------------------------------------------------- | ------------------------------------------------------------------- |
| Maxima medie °C (°F)                                                | 0.9 (33,6)                                                          | −0.2 (31,6)                                                         | 2.0 (35,6)                                                          | 6.8 (44,2)                                                          | 12.3 (54,1)                                                         | 16.4 (61,5)                                                         | 20.2 (68,4)                                                         | 20.0 (68)                                                           | 15.1 (59,2)                                                         | 10.2 (50,4)                                                         | 5.3 (41,5)                                                          | 2.5 (36,5)                                                          | 9,3 (48,7)                                                          |
| Media zilnică °C (°F)                                               | −0.9 (30,4)                                                         | −2.1 (28,2)                                                         | −0.1 (31,8)                                                         | 3.7 (38,7)                                                          | 8.7 (47,7)                                                          | 13.1 (55,6)                                                         | 17.0 (62,6)                                                         | 16.8 (62,2)                                                         | 12.7 (54,9)                                                         | 8.3 (46,9)                                                          | 3.6 (38,5)                                                          | 0.8 (33,4)                                                          | 6,8 (44,2)                                                          |
| Minima medie °C (°F)                                                | −3 (27)                                                             | −4.4 (24,1)                                                         | −2.4 (27,7)                                                         | 0.9 (33,6)                                                          | 5.4 (41,7)                                                          | 10.1 (50,2)                                                         | 14.1 (57,4)                                                         | 13.8 (56,8)                                                         | 9.9 (49,8)                                                          | 6.0 (42,8)                                                          | 1.6 (34,9)                                                          | −1.3 (29,7)                                                         | 4,2 (39,6)                                                          |
| Minima istorică °C (°F)                                             | −28.4 (−19.1)                                                       | −24.9 (−12.8)                                                       | −19.9 (−3.8)                                                        | −9.1 (15,6)                                                         | −3 (27)                                                             | 0.6 (33,1)                                                          | 5.9 (42,6)                                                          | 4.6 (40,3)                                                          | −2.3 (27,9)                                                         | −5.6 (21,9)                                                         | −15.1 (4,8)                                                         | −17.3 (0,9)                                                         | −28,4 (−19,1)                                                       |
| Precipitații mm (inches)                                            | 55 (2.17)                                                           | 39 (1.54)                                                           | 37 (1.46)                                                           | 31 (1.22)                                                           | 33 (1.3)                                                            | 47 (1.85)                                                           | 55 (2.17)                                                           | 69 (2.72)                                                           | 62 (2.44)                                                           | 72 (2.83)                                                           | 79 (3.11)                                                           | 60 (2.36)                                                           | 639 (25,16)                                                         |
| Umiditate [%]                                                       | 85                                                                  | 85                                                                  | 84                                                                  | 81                                                                  | 79                                                                  | 81                                                                  | 81                                                                  | 81                                                                  | 81                                                                  | 82                                                                  | 84                                                                  | 84                                                                  | 82                                                                  |
| Ore însorite                                                        | 28.2                                                                | 59.3                                                                | 119.4                                                               | 190.9                                                               | 293.1                                                               | 297.6                                                               | 303.2                                                               | 251.0                                                               | 166.2                                                               | 96.1                                                                | 36.3                                                                | 19.0                                                                | 1.864,4                                                             |
| Sursă: Estonian Weather Service (sun, 1971–2000)                    |                                                                     |                                                                     |                                                                     |                                                                     |                                                                     |                                                                     |                                                                     |                                                                     |                                                                     |                                                                     |                                                                     |                                                                     |                                                                     |

## Galerie

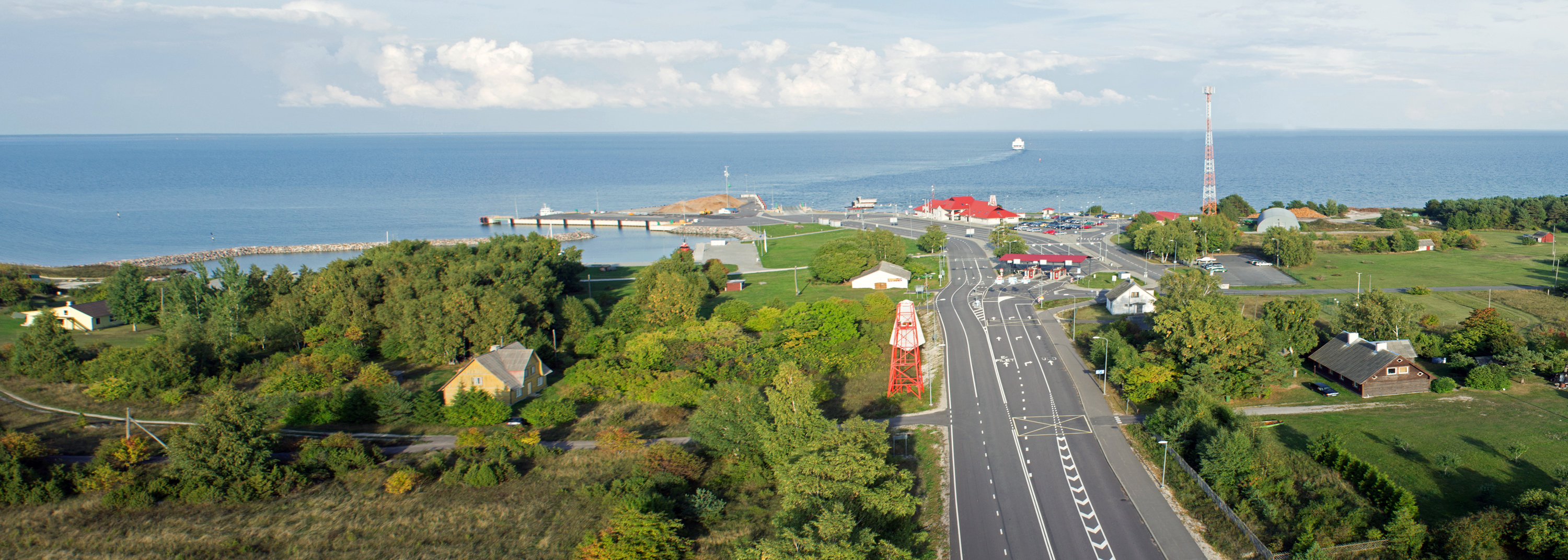
Portul Heltermaa
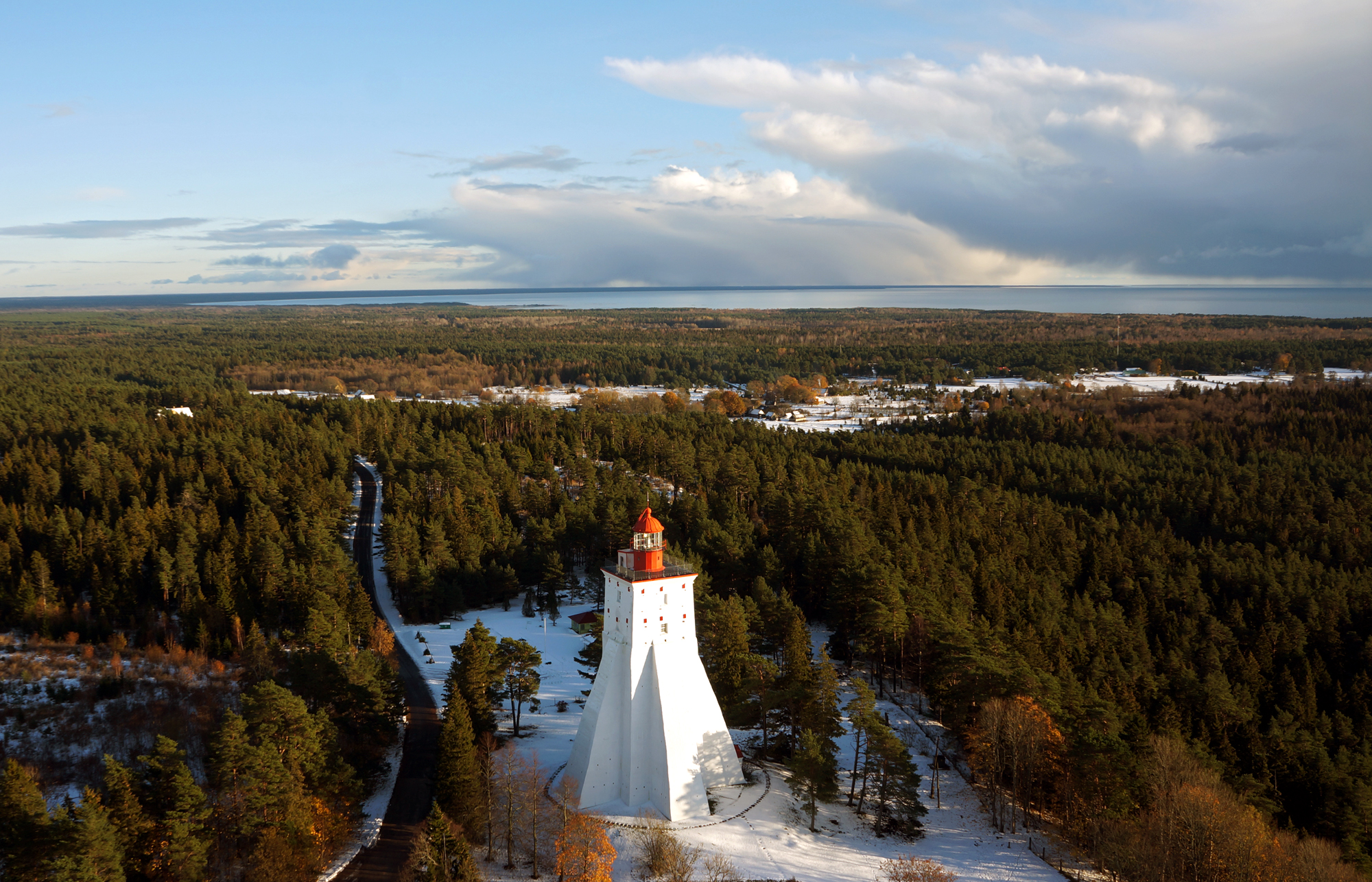
Farul Kõpu
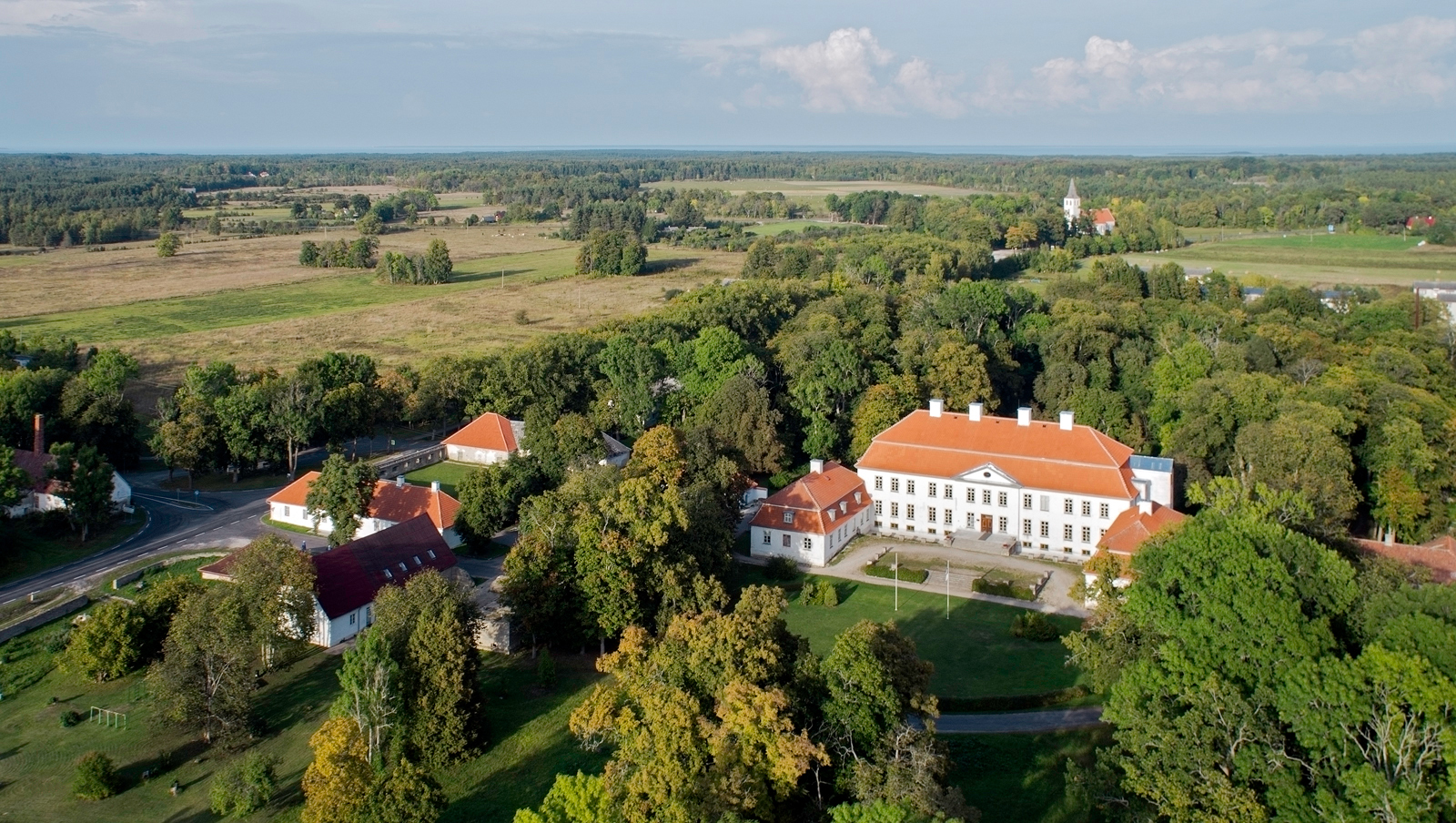
Satul Suuremõisa
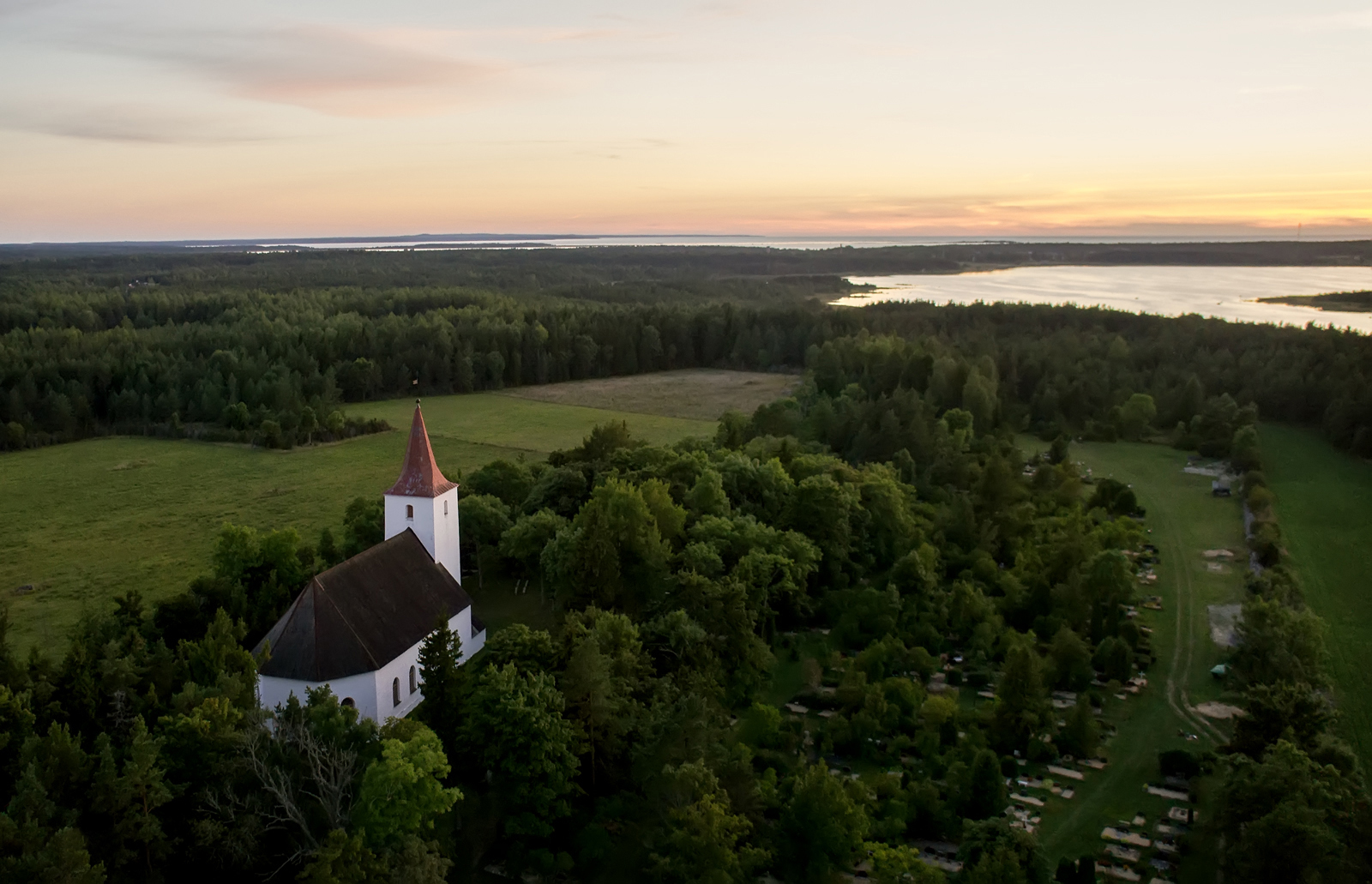
Biserica din Reigi
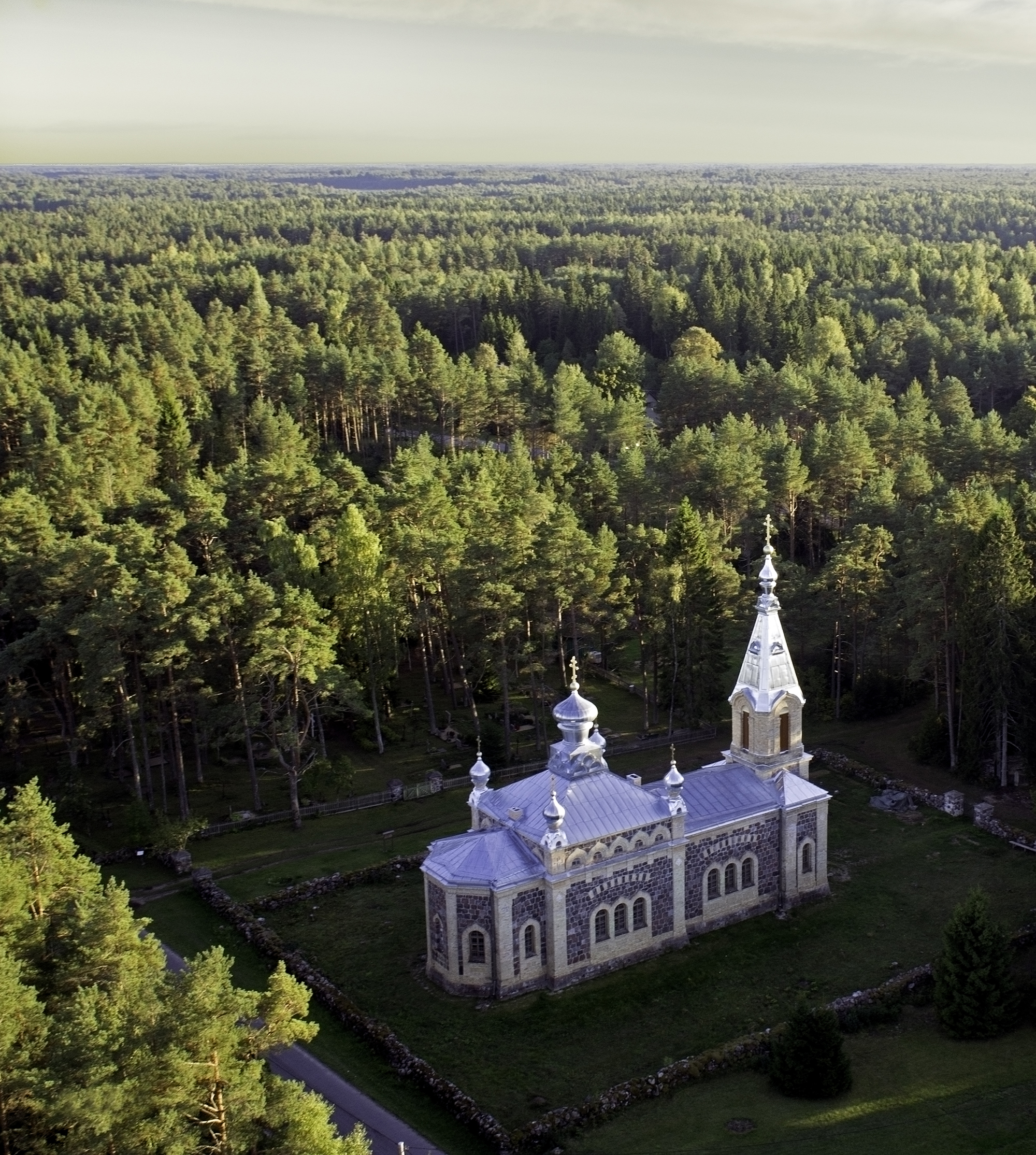
Kuriste kirik
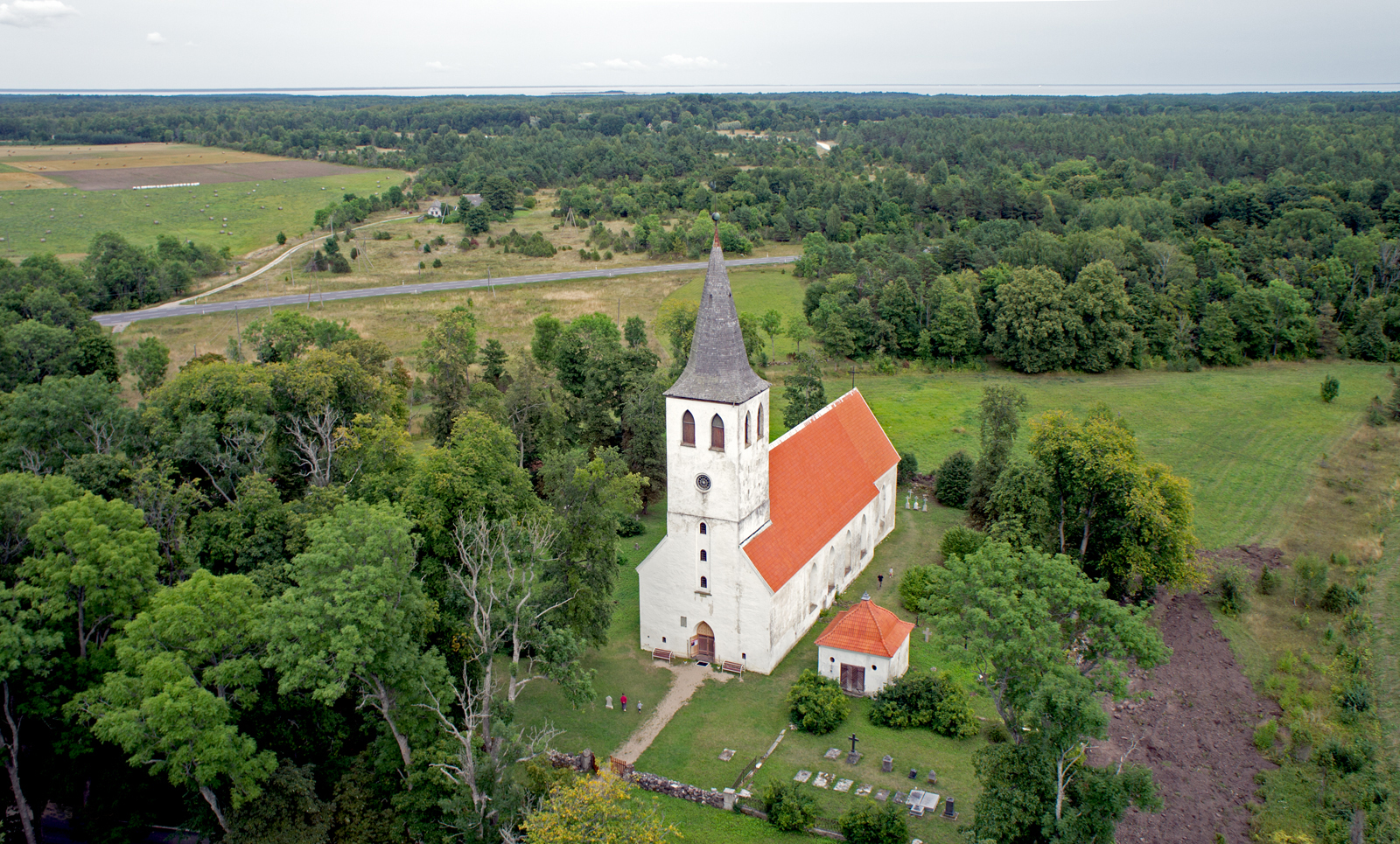
Pühalepa kirik
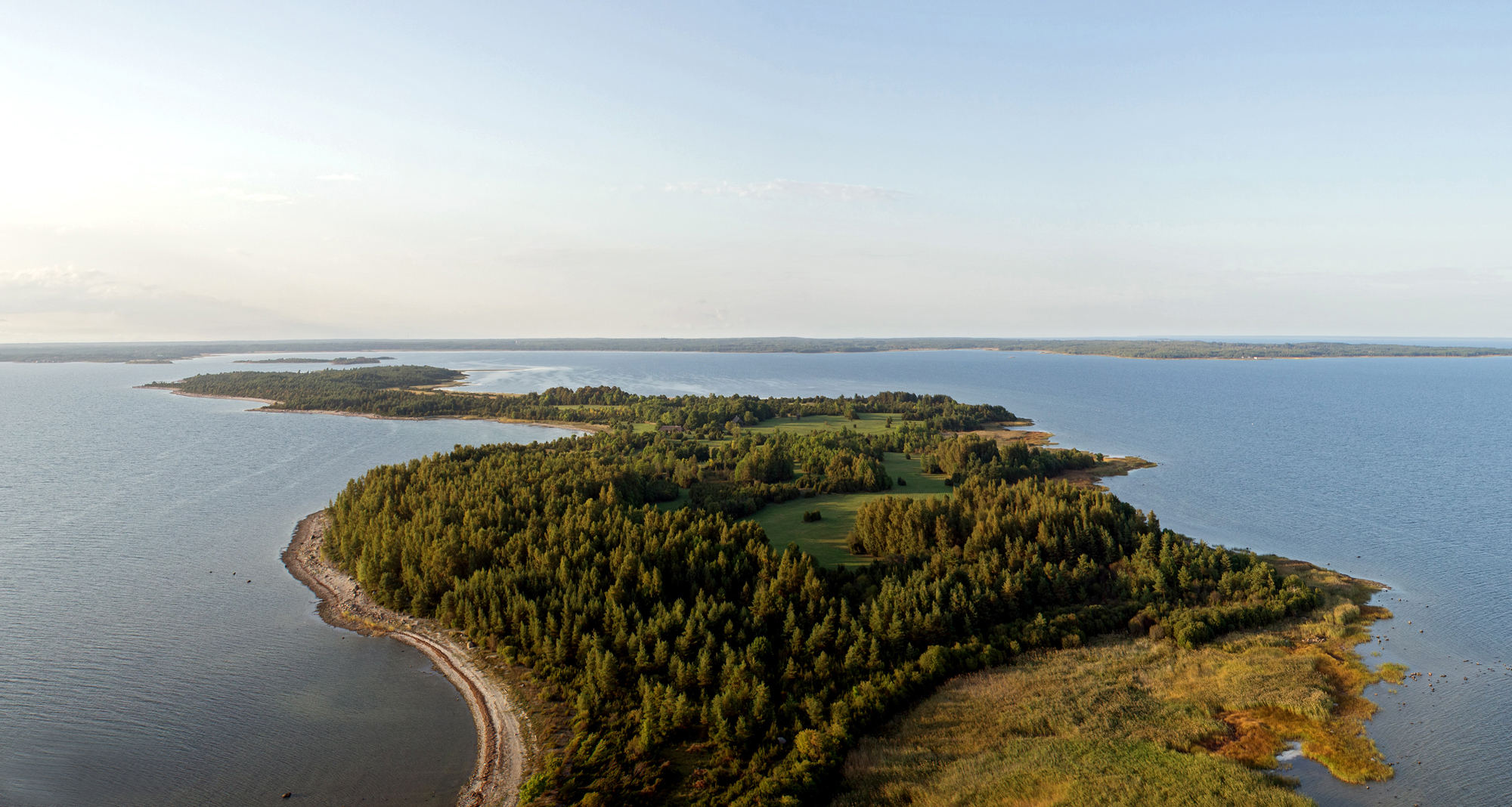
Mica insulă Saarnaki laid.
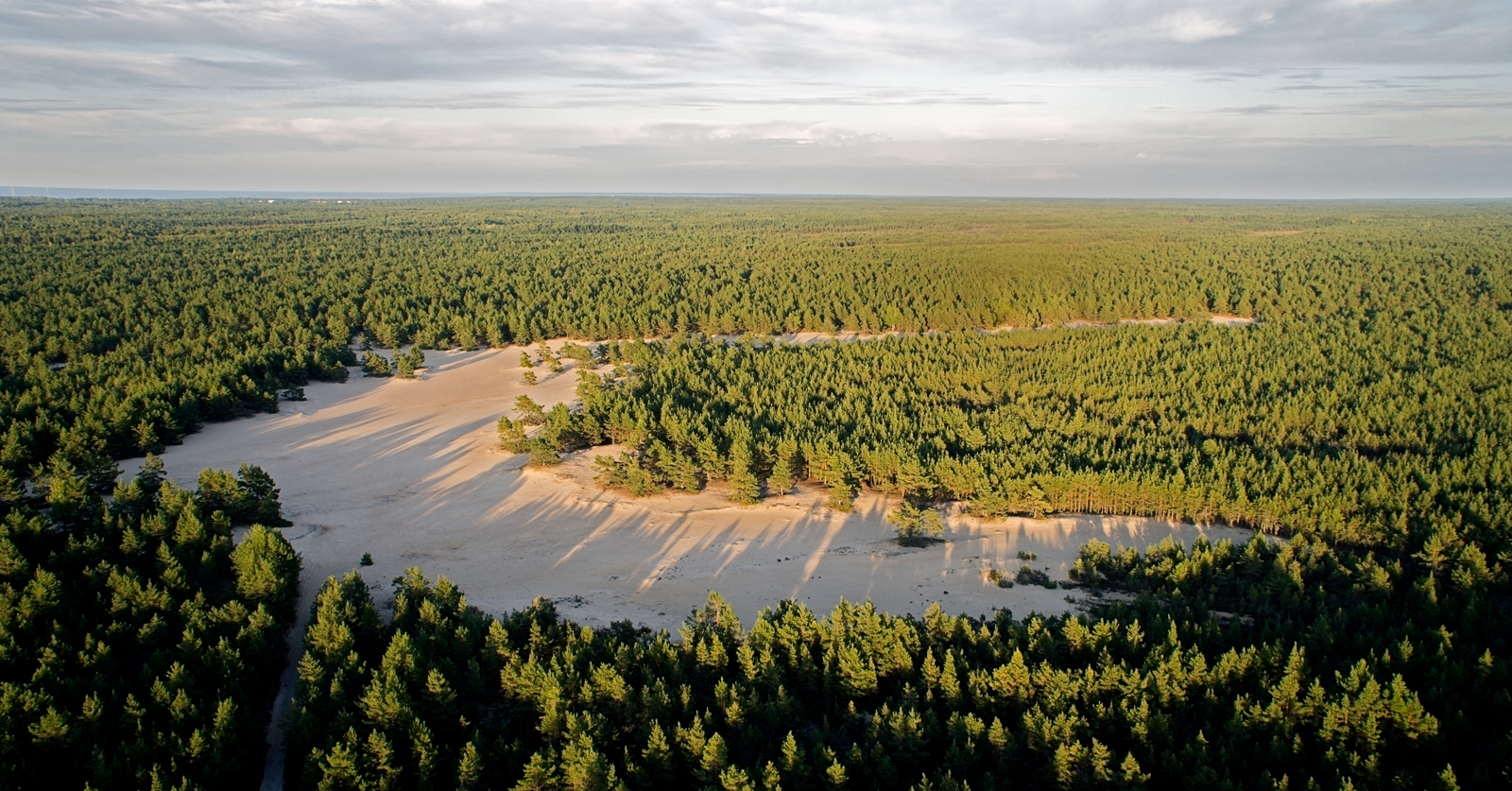
Ținutul Kaibaldi
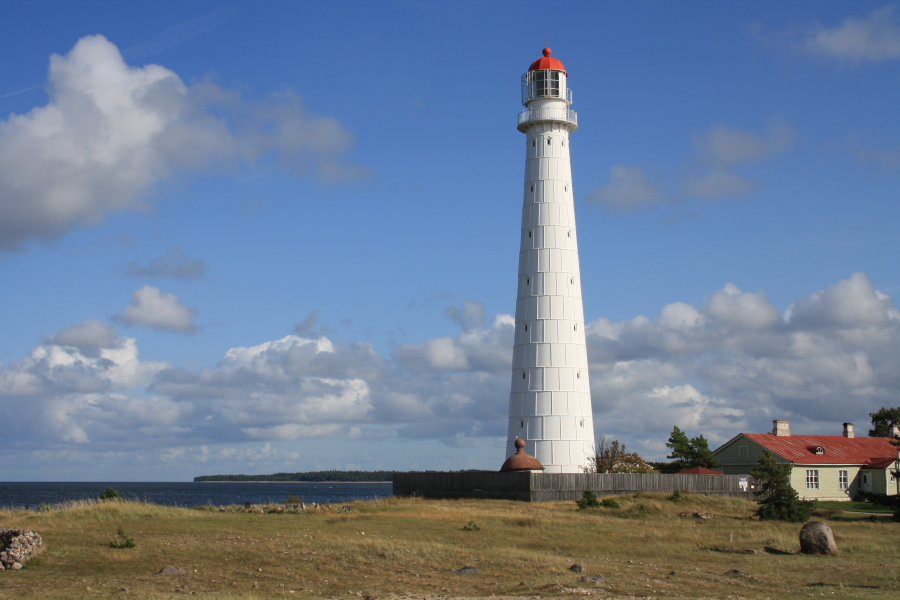
Farul de pe peninsula Tahkuna
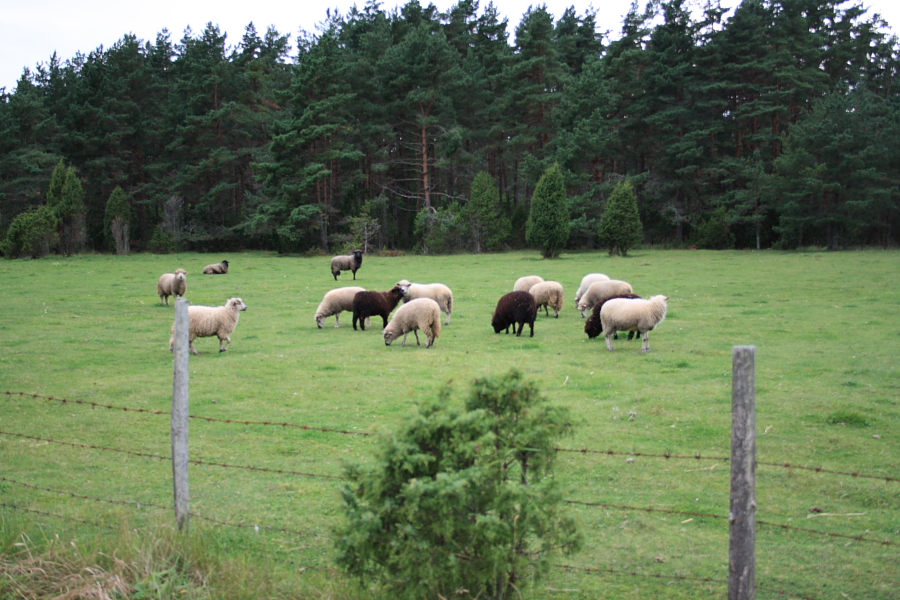
Oi pe pășune
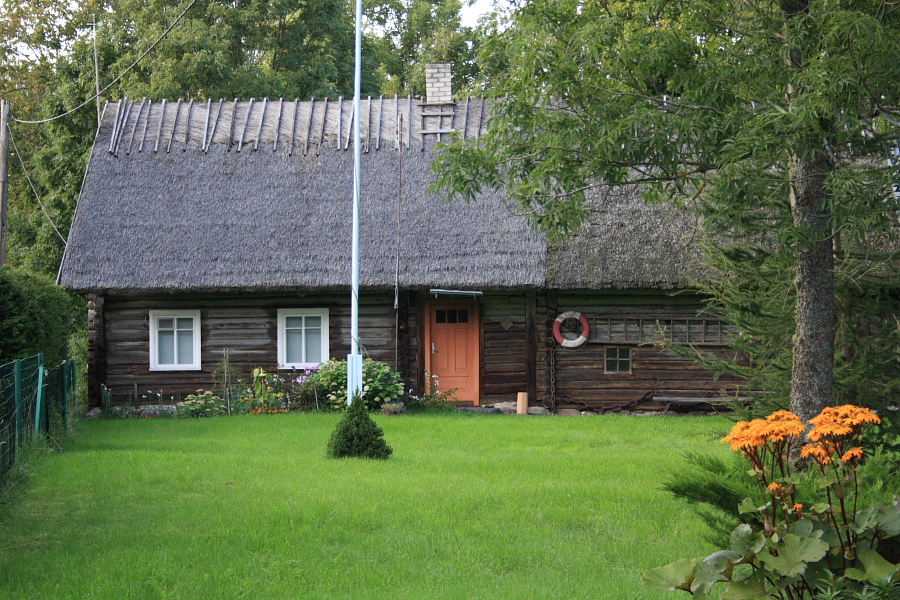
Gospodărie
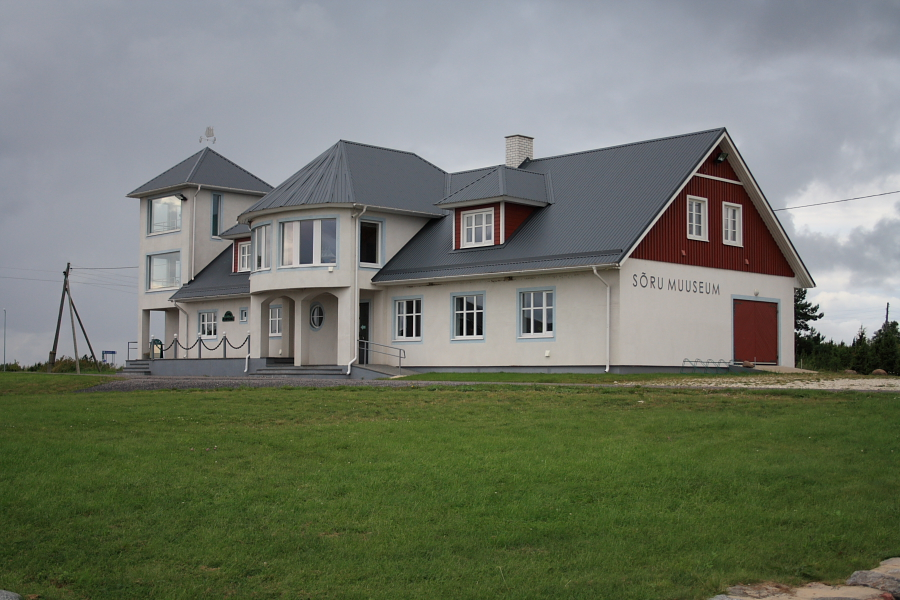
Muzeul din Sõru
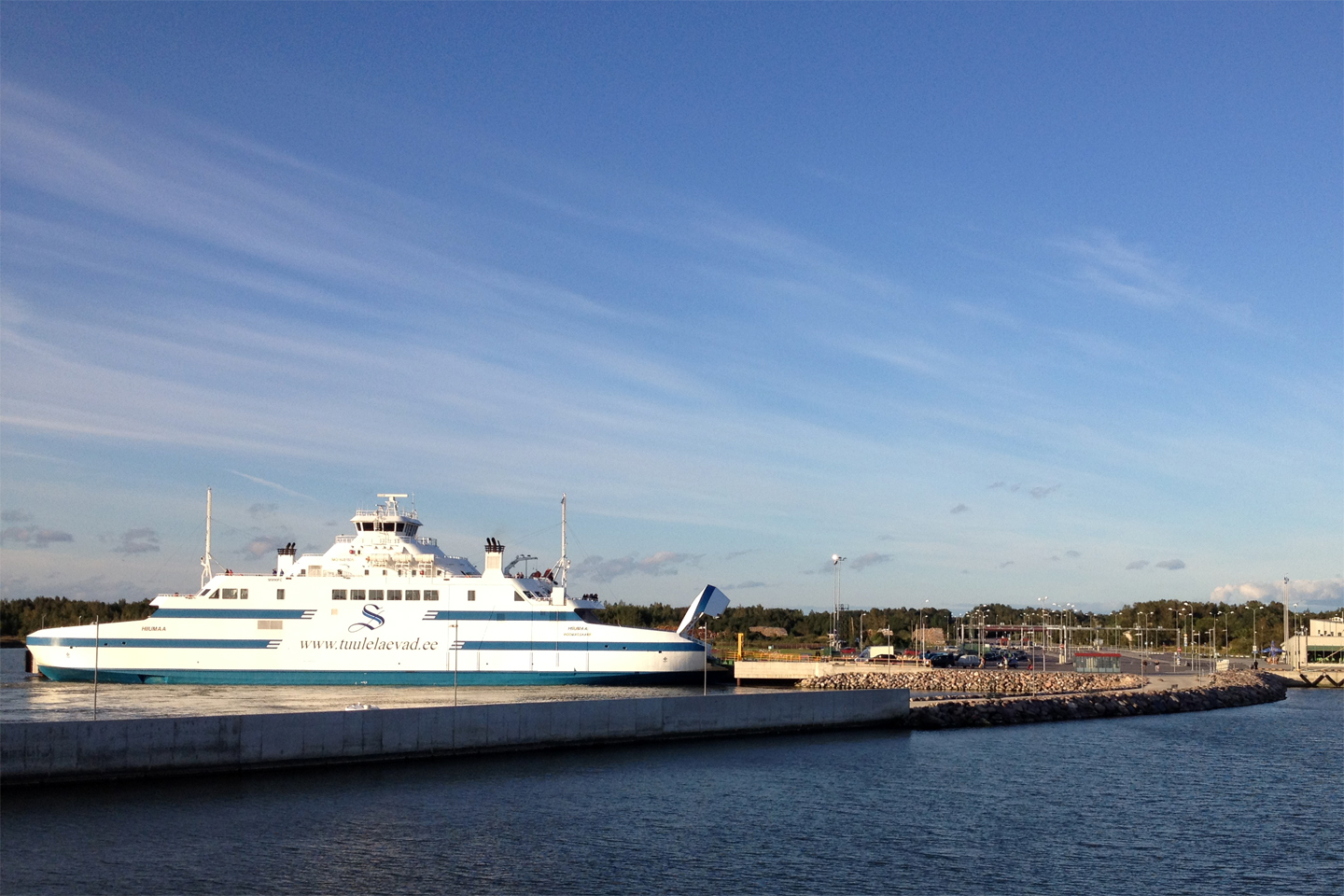
Feribotul spre Hiiumaa, în Rohuküla